# Ligne de Château-Thierry à Oulchy - Breny
La ligne de Château-Thierry à Oulchy - Breny est une ancienne ligne de chemin de fer aujourd'hui déclassée et déposée. Elle permettait les relations entre Château-Thierry, sous préfecture du département de l'Aisne, et La Ferté-Milon dans l'Aisne également.
Elle constituait la ligne 073 000 du réseau ferré national.
Avec la ligne de Mézy à Romilly-sur-Seine, elle formait la ligne 22-2 dans l'ancienne numérotation des lignes du réseau Est.

## Historique
La ligne, partie d'un itinéraire de la vallée de l'Ourcq à Esternay, est concédée à la Compagnie des chemins de fer de l'Est par une convention signée le 31 décembre 1875 entre le ministre des Travaux publics et la compagnie. Cette convention est approuvée à la même date par une loi qui déclare la ligne d'utilité publique.
Cette ligne a été ouverte par la Compagnie des chemins de fer de l'Est le 21 novembre 1885.

### Ambulant postal

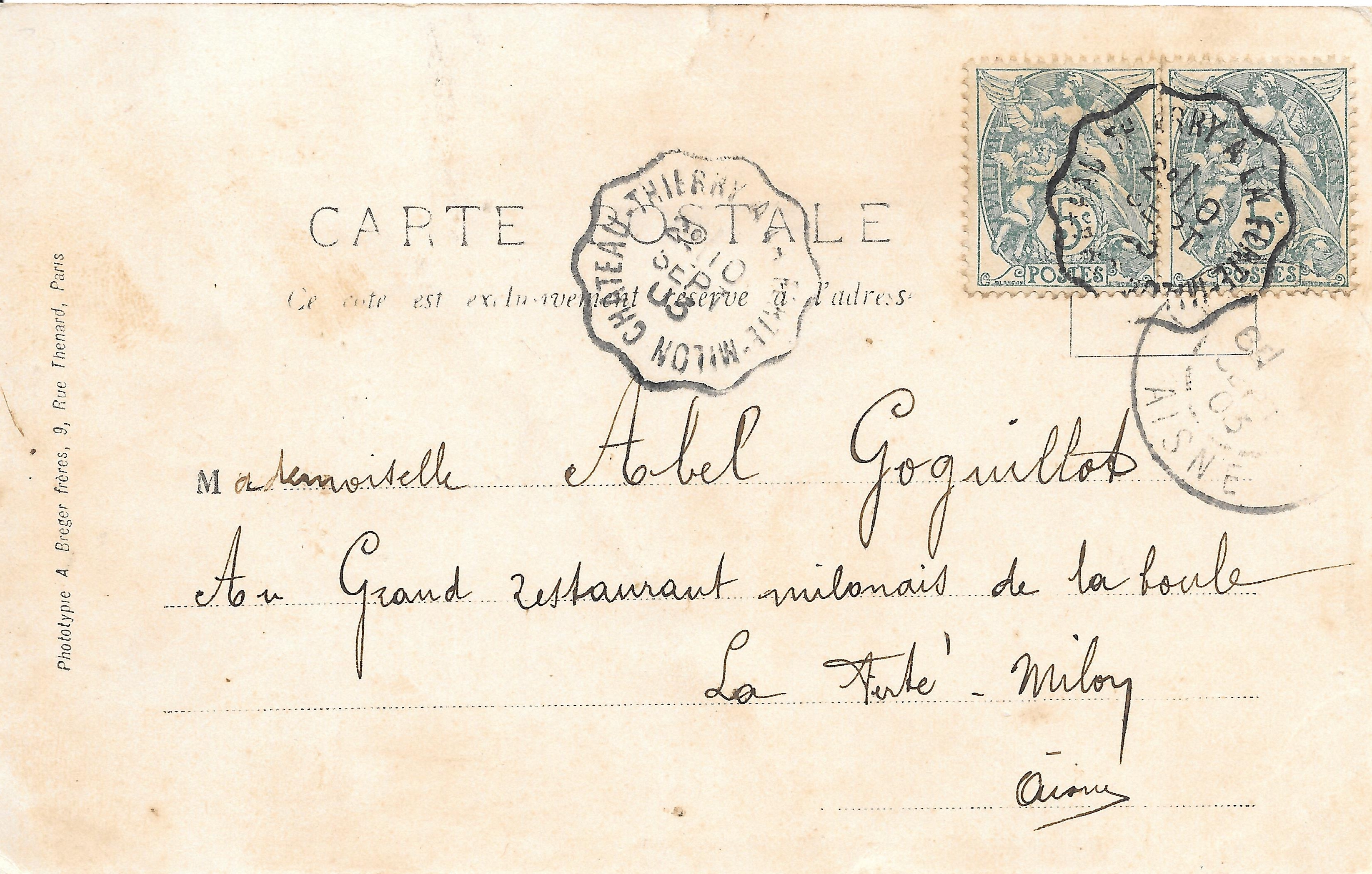
Carte postale de Château-Thierry comportant le timbre à date crénelé d'ambulant postal sur la ligne de de Château-Thierry à La Ferté-Milon daté du 10 septembre 1903.

Un service d' ambulant postal a fonctionné sur cette ligne. Les lettres étaient déposées dans les gares et, dans le train, un employé oblitérait la lettre avec un timbre à date rond à créneaux, typique des cachets d'ambulants postaux français du début du XXè siècle.

### Fermeture au service des voyageurs
La ligne a été fermée au service des voyageurs le 5 mai 1938.

### Dates de déclassement
La ligne a été déclassée en plusieurs étapes :
- De Château-Thierry à Coincy (PK 1,245 à 19,715), le 12 novembre 1954[2].
- De Coincy à Oulchy-Breny (pK 19,715 à 24,765), le 13 février 1964[3].